# Poljanec
Poljanec falu Horvátországban, Varasd megyében. Közigazgatásilag Martijanec község része.

## Fekvése
Varasdtól 18 km-re, községközpontjától 2 km-re keletre a Drávamenti-síkságon fekszik.

## Népessége
| Lakosok száma | 853  | 794  | 716  | 603  |
|               | 1991 | 2001 | 2011 | 2021 |

## Története
A falu Poljanci néven már 1464-ben szerepel a ludbregi uradalomhoz tartozó települések között.
1857-ben 404, 1910-ben 704 lakosa volt. 1920-ig Varasd vármegye Ludbriegi járásához tartozott. 
2001-ben a falunak 242 háza és 794 lakosa volt.

## Nevezetességei
- A Szent Borbála-oszlop a 18. században készült.
- A poljaneci régészeti lelőhely a horvát kulturális örökség része. A római korban itt haladt át az ősi Poetovio - Mursa kereskedelmi és hadiút. A település területén találtak egy rituális temetéses 2. századi sírt (lóval és kocsival együtt). A kocsiból több száz darab alkatrész és a fa szerkezet zsaluzata, valamint számos díszítő elem (köztük szimbolikus figurák és kompozíciók) került elő. Különösen értékes lelet Venus isten figurális kompozíciója és a kerekek tengelyeit rögzítő négy bilincs robusztus férfi mellszobrok formájában. Az örökségvédelmi jegyzék száma:Z-1940.[1]